# Where Did It All Go Wrong?
«Where Did It All Go Wrong?» es una canción de la banda inglesa Oasis, originalmente lanzado en su álbum Standing On The Shoulder Of Giants.
Escrita por el guitarrista Noel Gallagher, es una de las dos canciones en el álbum donde canta (la otra es Sunday Morning Call). Explicando por qué Liam Gallagher no cantó, Noel explica («Vocalmente) Liam no pudo cantarla. La melodía cambia mucho... Liam no tuvo ese dinamismo en su voz».
Noel expresó que la letra de la canción trata sobre un círculo de amigos en el cual estaba involucrado en un momento de su vida, además de ser auto-biográfica. Q magazine declaró que la canción es "un momento sobresaliente en el gran panteón de los himnos de Gallagher".
Aunque no fue lanzado como un sencillo comercial, la canción fue lanzada como un single promocional en los Estados Unidos, donde la canción tuvo transmisión, pero no éxito en las listas, debido a que no tuvo un lanzamiento oficial.

## Lista de canciones
CD promocional Australia y Estados Unidos (ESK 12660)

| N.º  | Título                       | Duración |  |
| 1.   | «Where Did It All Go Wrong?» | 4:26     |  |
| 4:26 |                              |          |  |

CD promocional Estados Unidos #2 (ESK 12875)

| N.º  | Título                                               | Duración |  |
| 1.   | «Where Did It All Go Wrong?» (Semi-Acoustic Version) | 4:31     |  |
| 2.   | «Where Did It All Go Wrong?» (Album Version)         | 4:26     |  |
| 8:57 |                                                      |          |  |